# Антрацит
Антраци́т (грец. ανθραξ — вугілля), твердий, високої щільності, блискучий різновид вугілля, що містить більш 90 % вуглецю і має низький відсоток домішок. Горить без полум'я, диму і запаху. Високоякісне енергетичне паливо. Загальний обсяг видобутку в 2010 році становив 670 млн тонн.

## Походження назви
Так, у 315 році до нашої ери учень Арістотеля Теофраст називав їх «палаючим камінням» — «антраксом» (звідки і з'явилася назва «антрацит»).

## Загальна характеристика

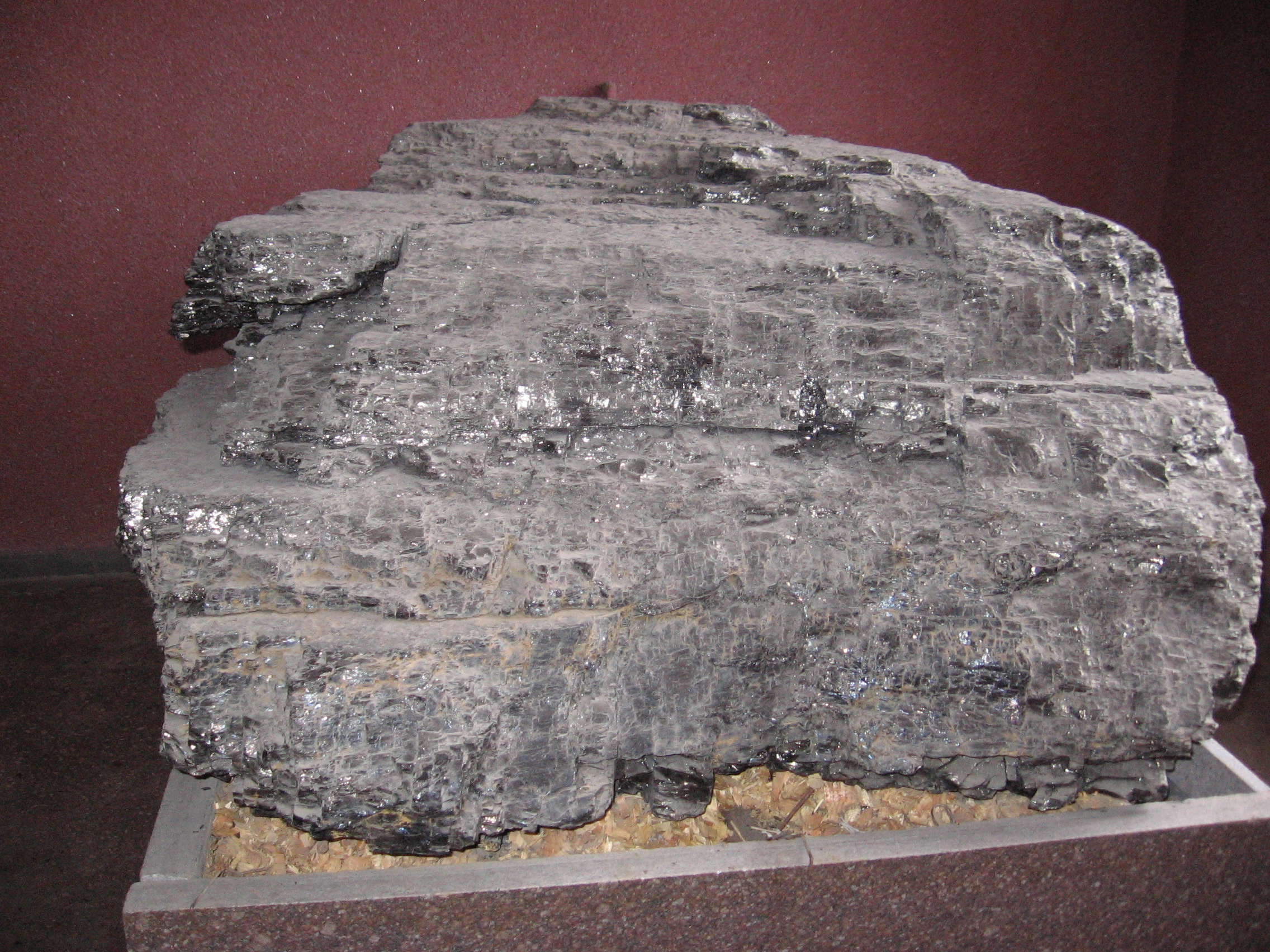
Антрацит.

Найбільш метаморфізований різновид вугілля кам'яного, що має високу теплотворну здатність. Злам раковистий, зрідка зернистий. Колір чорний або сіруватий, Блиск металічний. Густина 1500–1700 кг/м³, твердість 2–2,5; теплотворна здатність 33–35 МДж/кг — 8000–8600 ккал. Антрацит не спікається і дає порошок.
Хімічні властивості антрациту: вуглецю 92–97 %, водню 2–3 %, кисню 2–3 %, азоту — 1 %, фосфору—0,01 %, вологи 2–4 %, золи 3–9 %, летких речовин 2–8 %, сірки 1–3 %. Під мікроскопом антрацит в тонких шліфах непрозорий, рослинні залишки невиразні. Вивчення китайських антрацитів дозволило виявити в них деревну структуру, смоляні тіла, кутикулу, макро- та мікроспори.

## Генезис
Найбільша кількість антрациту утворилася внаслідок регіонального метаморфізму при зануренні вугленосних товщ в область підвищених температур і тиску. Температура при формуванні антрацитів в умовах регіонального метаморфізму знаходилася, імовірно, в інтервалі 350–550 °C.

## Поширення
В Україні присутній в різних районах Донецького кам'яновугільного басейну у вигляді шарів значної потужності, головним чином у відкладах карбонової та пермської систем. В структурі балансових запасів вугілля України антрацити становлять 11,3 %.
За межами України поклади антрациту відомі в Росії (у Західному Сибіру та на східних схилах Уралу), Китаї, Америці, Франції та інших країнах.

## Застосування
Антрацит не самозапалюється і витримує перевезення на значні відстані. Антрацит широко застосовується як високоякісне енергетичне паливо, а також як сировина у чорній (використовують так званий термічний антрацит, який одержують шляхом прожарювання антрациту особливого ґатунку в шахтних печах при температурі до 1350 °C) та кольоровій металургії, хімічній та електротехнічній промисловості тощо. Антрацит — вуглецева сировина при виготовленні абразивів, відновлювачів, електродів.

## Порівняльні характеристики в ряду гумітів

Мікроструктура антрациту.

Антрацити належать до найзріліших гумітів. В порівнянні з кам'яним вугіллям, антрацити є найблискучішими і найтвердішими утвореннями з дійсною густиною — (1,4–1,7)·103 кг/м³. Колір антрацитів чорний або сірувато-чорний, блиск металічний з жовтим відтінком. Антрацити розрізняються за характером будови: масивні, грубо-, середньо- і дрібнозернисті. Типові антрацити виявляють деякі властивості, не характерні для кам'яного вугілля, наприклад, підвищену електропровідність. Антрацити — це не остання стадія перетворення гумітів. Вважається, що у відповідних умовах антрацит може через проміжні стадії перетворитися на графіт. У такому разі безперервний ряд гумітів
торф → буре вугілля → кам'яне вугілля → антрацит
закінчується графітом.
Між всіма типовими представниками в цьому ряді гумітів, на стиках, є перехідні утворення з проміжними властивостями: між торфом і бурим вугіллям — поховані торфи, між бурим вугіллям і довгополуменевим кам'яним вугіллям — вугілля марки БД, між пісним кам'яним вугіллям і антрацитами — напівантрацит.
Є перехідні утворення також між антрацитом і графітом (dr = 2,2–2,23·103 кг/м³>). До них належать суперантрацити, або графітисті антрацити (dr = 1,75–1,9·103 кг/м³), які зустрічаються на Уралі. До перехідних утворень між суперантрацитом і графітом зараховують так звані антраксоліти, одним з представників яких є шунгіт. Малозольний різновид шунгіту (dr = 1,84–1,98·103 кг/м³) є матеріалом чорного кольору, дуже твердим, з сильним блиском і синюватим відливом, на вигляд схожим на антрацит.